# Понте Музоне (Анкона)
Понте Музоне (итал. Ponte Musone) насеље је у Италији у округу Анкона, региону Марке.
Према процени из 2011. у насељу је живело 45 становника. Насеље се налази на надморској висини од 132 м.